# Темненко, Галина Михайловна
Галина Михайловна Темненко (2 сентября 1946, Гродно — 1 ноября 2018, Симферополь) — советский, украинский и российский филолог и культуролог, доктор филологических наук, профессор Крымского федерального университета имени В. И. Вернадского. Исследователь творчества Анны Ахматовой.

## Биография
Родилась 2 сентября 1946 года в Гродно в семье кадрового военного. С 1957 года семья жила в Симферополе. Окончив школу с серебряной медалью, поступила на филологический факультет Ленинградского государственного университета. В студенческие годы увлеклась творчеством Анны Ахматовой, имя которой тогда находилось под идеологическим запретом, собирала материал для будущего диплома, но по настоянию научного руководителя Д. Е. Максимова пришлось избрать другую тему — творчество раннего Бунина.
После выпуска в 1969 году получила направление в Кокчетавский педагогический институт, где проработала преподавателем литературы до 1972 года. Выйдя замуж и вернувшись в Симферополь, подрабатывала корректором в «Крымском комсомольце». С 1973 по 1978 год работала в Симферопольском государственном университете имени М. В. Фрунзе преподавателем кафедры методики преподавания русского языка и литературы. В 1978—1993 годах трудилась в Симферопольском высшем военно-политическом строительном училище вначале преподавателем литературы, затем — художественной культуры. В 1994—2001 годах преподавала историю мировой культуры и эстетику в Таврическом эколого-политологическом институте. С 1995 по 2001 год — совместитель, затем старший преподаватель кафедры культурологии СГУ имени М. В. Фрунзе (в 1999 переименованного в ТНУ имени В. И. Вернадского). Читала курсы по мифологии, эстетике и мировой культуре. В 1998 году в специализированном совете при Московском педагогическом государственном университете защитила кандидатскую диссертацию «Пушкинские традиции в творчестве Анны Ахматовой» (научный руководитель — профессор А. В. Терновский) по специальности «русская литература». С 2004 года — доцент кафедры культурологии ТНУ → КФУ имени В. И. Вернадского, с 2016 — профессор. В 2014 году в специализированном учёном совете при ТНУ защитила диссертацию на степень доктора филологических наук под заглавием «Поэзия Анны Ахматовой как литературно-художественная система» (научный консультант — профессор Л. М. Борисова). Принадлежала к университетской научной школе «Теоретические проблемы культуры и актуальные культурологические практики в поликультурном обществе». На протяжении многих лет руководила студенческим киноклубом «Вольное общество любителей “К” (культуры, кино, красоты)».
Умерла 1 ноября 2018 года в Симферополе.

## Научная деятельность
Сфера научных интересов — русская поэзия XIX—XX веков, проблемы творчества Анны Ахматовой. Автор более ста научных статей, двух учебно-методических пособий, монографии «Анна Ахматова: опыты интертекстуальных и имманентных прочтений». Некоторые публикации исследовательницы хранятся в Санкт-Петербургском музее «Анна Ахматова. Серебряный век». С 1999 года являлась активной участницей и организатором научных конференций, посвящённых творчеству Ахматовой, а также составителем, корректором и научным редактором выпускавшихся на основе материалов этих конференций сборников «Анна Ахматова: эпоха, судьба, творчество» (всего под редакцией Темненко вышло 11 выпусков), который считался «единственным на Украине ахматовским научным сборником». В нём печатались исследователи из Украины, России, Израиля, Канады, Германии, Армении и других стран ближнего зарубежья. В 2008 года сборник получил статус издания ВАК. В июне 2014 года в Санкт-Петербурге приняла участие в юбилейной международной конференции «Анна Ахматова в пространстве мировой культуры». Под научным руководством Г. М. Темненко защищено три диссертации на соискание учёной степени кандидата наук. 

## Общественная деятельность
- член Евпаторийского культурно-просветительского общества имени А. Ахматовой
- член Научно-образовательного культурологического общества России
- член редакционной коллегии, редактор и литературный редактор научного журнала «Культура народов Причерноморья[укр.]» (1997—2001)
- научный редактор ежегодника «Анна Ахматова: эпоха, судьба, творчество» (2002—2016)
- член редакционной коллегии научного издания «Учёные записки Крымского федерального университета им. В. И. Вернадского» (серия: «Философия, Культурология, Политология, Социология») (2014—2018)[1]

### Основные труды
- «Души высокая свобода, что дружбою наречена» // Радуга. — 1992. — № 1—2. — С. 81—90.
- «Сохрани мой талисман»: об одном восточном мотиве в поэзии Пушкина и Ахматовой // Культура народов Причерноморья. — 1997. — № 1. — С. 61—68.
- Диалог культур в поэтическом тексте (к анализу некоторых особенностей поэмы А. Ахматовой «Реквием») // Учёные записки Таврического национального университета им. В. И. Вернадского. Сер.: «Филология». — 2002. — Т. 15 (54), № 4. — С. 248—264.
- Крымские легенды и некоторые черты современного культурного сознания. Материалы и исследования // Этнография Крыма XIX—XX вв. и современные этнокультурные процессы. — Симферополь, 2002. — С. 120—126.
- Мифологические и литературные архетипы в поэме А. Ахматовой «У самого моря» // Язык Пушкина. Пушкин и Андерсен: поэтика, философия, история литературной сказки. — СПб., 2003. — С. 340—352.
- Лирический герой и миф о поэте (на материале ранней лирики А. Ахматовой) // Учёные записки Таврического национального университета им. В. И. Вернадского. Сер.: «Филология». — 2006. — Т. 19 (58), № 1. — С. 96—114.
- Летопись жизни и творчества А. Ахматовой: итоги и проблемы // Анна Ахматова: эпоха, судьба, творчество. Крымский Ахматовский научный сборник. — 2008. — Вып. 6. — С. 23—33.
- Перечень кораблей в «Илиаде» Гомера // Индоевропейское языкознание и классическая филология  / Институт лигвистических исследований РАН. — 2011. — С. 489—496. — ISSN 2306-9015.
- Архетип в лирике (к теме «Ахматова и Пушкин») // Вопросы русской литературы. — 2010. — Вып. 18 (75). — С. 114—127.
- Крым Анны Ахматовой // Культура народов Причерноморья. — 2011. — № 210. — С. 58—65.
- Мифология: научно-методические материалы. — Симферополь: Информационно-издательский отдел ТНУ, 2011. — 88 с.
- Эстетические основания авторедактирования у Ахматовой // Научные записки Харьковского национального педагогического университета ХНПУ им. Г. С. Сковороды. Сер.: «Литературознавство». — 2013. — Вып. 3 (75), ч. 1. — С. 149—159.
- Третье действующее лицо лирики А. Ахматовой // Лiтература в контекстi культури. — 2013. — Вип. 23 (2). — С. 119—126.
- Анна Ахматова: опыты интертекстуальных и имманентных прочтений. — Симферополь: Ариал, 2013. — 475 с. — ISBN 978-617-648-305-2.
- «Неутолённый рот». К проблеме объективного / несолидарного прочтения ахматовских текстов // Вопросы литературы. — 2013. — № 4. — С. 256—284.
- Эйхенбаум об Ахматовой: ретроспектива одного афоризма // Известия Воронежского государственного педагогического института. — 2014. — № 4(265). — С. 108—111.
- Искусство как сакральная игра в культуре Серебряного века// Учёные записки Крымского федерального университета имени В. И. Вернадского. Сер.: «Философия. Политология. Культурология». — 2015. — Т. 1 (67), № 3. — С. 122—131.
- Мифология: учебно-методическое пособие. — Симферополь: Научный мир, 2015. — 80 с.
- Метафизика красоты: Пушкин, Кант и другие // Вопросы литературы. — 2017. — № 3. — С. 112—130.
- Это еще не всё…. — Симферополь: Ариал, 2018. — 183 с. — ISBN 978-5-907118-45-4.

### Рецензии
- Дыханова Б. С. Рецензия на монографию Г. М. Темненко «Анна Ахматова: опыты интертекстуальных и имманентных прочтений (Симферополь: Ариал, 2013)» // Вопросы русской литературы. — 2013. — № 25 (82). — С. 201—203. — ISSN 0321-1215.
- Егоров Б. Ф. Новинки из глубинки — 8. — Филологические записки. — Воронеж, 2007. — Вып. 26. — С. 283. — ISBN 5-86211-042-9.
- Эмирова А. М. Рецензия на книгу Г. М. Темненко «Анна Ахматова: опыты интертекстуальных и имманентных прочтений» // Культура народов Причерноморья. — 2013. — № 254. — С. 223—224. — ISSN 1562-0808.